# Abdul Ghafoor
Abdul Ghafoor (1938) (translitera del árabe عبد الغفور) es un botánico pakistaní.

## Algunas publicaciones
- abdul Ghafoor, sardar abdul jamil Khan. 1991. List of diseases of economic plants in Pakistan. Ed. Dep. of Plant Protection, Min. of Food, Agric. & Underdeveloped areas, Gov. of Pakistan, 85 pp.
- ----------------------. 1977. Zygophyllaceae. Vol. 38 of Flora of Libya. Ed. Al-Faateh Univ. Dep. of Botany, 55 pp.
- ----------------------. 1975. Flora of West Pakistan: Sabiaceae. Vol. 91. Ed. Stewart Herbarium, 5 pp.